# Shawn Mendes
Shawn Peter Raul Mendes (ur. 8 sierpnia 1998 w Pickering w Kanadzie) – kanadyjski piosenkarz i autor tekstów, laureat czterech Europejskich Nagród Muzycznych MTV w 2017.
W 2014 został dostrzeżony na serwisie Vine przez Andrew Gertlera z wytwórni Island Records. W kwietniu 2015 wydał debiutancki album studyjny pt. Handwritten, który dotarł do pierwszego miejsca listy sprzedaży Billboard 200. W 2016 znalazł się na pierwszym miejscu listy „30 najbardziej wpływowych osób w branży muzycznej poniżej 30. roku życia” sporządzonym przez redakcję magazynu „Forbes”.

## Życiorys
Urodził się w kanadyjskim Pickering. Jest synem Karen Rayment, angielskiej agentki nieruchomości i Manuela Mendesa, portugalskiego przedsiębiorcy pochodzącego z Algarve. Ma młodszą o pięć lat siostrę Aaliyah. Uczęszczał do Pine Ridge Secondary School w Pickering.

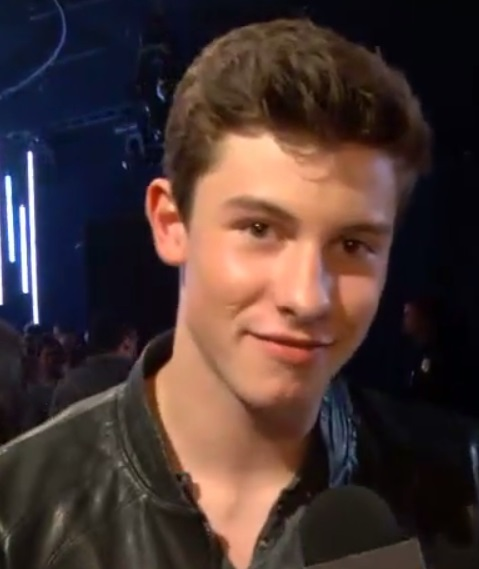
Shawn Mendes na gali MTV Video Music Awards 2015

Pod koniec 2012 zaczął nagrywać covery utworów, m.in. Lany Del Rey, Adele i Eda Sheerana, udostępniane na kanale Smule oraz w serwisie społecznościowym Vine, które generują wysoką oglądalność. Na początku 2014 jego talent został dostrzeżony przez Andrew Gertlera z wytwórni Island Records. Spotkanie zaowocowało podpisaniem kontraktu oraz wydaniem pierwszego singla „Life of the Party”, który ukazał się w czerwcu 2014. W tym czasie należał do zespołu MagCon i wziął udział w trasie koncertowej, podczas której promowano artystów odkrytych w mediach społecznościowych. Od 15 listopada 2014 do 18 września 2015 odbył pierwszą solową trasę koncertową o nazwie #ShawnsFirstHeadlines. W jej trakcie promował materiał z minialbumu pt. The Shawn Mendes EP i debiutanckiego albumu studyjnego pt. Handwritten, który wydano w kwietniu 2015. Płyta zadebiutowała na pierwszym miejscu listy Billboard 200, czyniąc Mendesa najmłodszym wokalistą na szczycie listy od czasu Justina Biebera. W tym samym czasie występował jako support w amerykańskiej trasie Austina Mahone’a wraz z The Vamps oraz Fifth Harmony. Następnie został supportem w północnoamerykańskiej części trasy Taylor Swift pt. The 1989 World Tour.

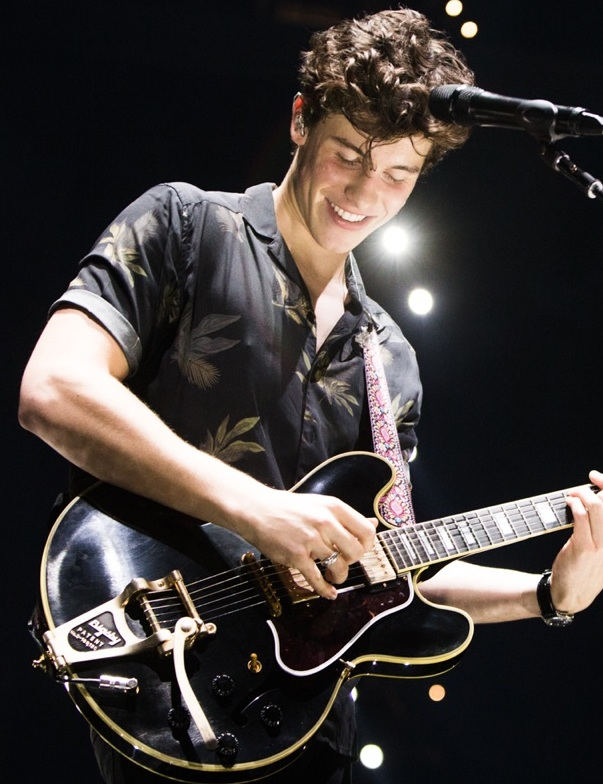
Shawn Mendes podczas koncertu, 2017

3 czerwca 2016 wydał singiel „Treat You Better”, który zapowiadał jego drugi album studyjny pt. Illuminate. 23 września 2016 odbyła się oficjalna premiera wydawnictwa. Od 5 marca 2016 do 18 grudnia 2017 odbył dwie światowe trasy koncertowe, Shawn Mendes World Tour i Illuminate Tour.
22 marca 2018 wydał utwór „In My Blood”, będący głównym singlem z jego trzeciego albumu, zatytułowanego Shawn Mendes, który ukazał się na rynku 25 maja. Drugim singlem z płyty został utwór „Lost in Japan”. Zaś trzecim singlem z tej płyty został „Youth” z gościnnym udziałem Khalida. Od 7 marca 2019 odbywa trasę koncertową Shawn Mendes: The Tour, która obejmowała m.in. występ na Tauron Arenie w Krakowie (2 kwietnia 2019). 26 sierpnia podczas gali MTV Video Music Awards 2019 za utwór Señorita otrzymał dwie nagrody w kategoriach: Najlepsza kinematografia i Najlepsza współpraca. 
30 września 2020 wydał intro zapowiadające nowy singiel zatytułowany „Wonder”, którego premiera odbyła się 2 października oraz ogłosił premierę nowego albumu na 4 grudnia. 13 października Mendes ogłosił, że dokument zatytułowany In Wonder, który będzie kroniką ostatnich kilku lat życia Mendesa, zostanie wydany w serwisie Netflix 23 listopada. 16 listopada 2020 roku Mendes ogłosił współpracę z Justinem Bieberem pod tytułem „Monster”. Singiel i teledysk ukazały się 20 listopada 2020 roku. 6 grudnia Mendes zorganizował koncert zatytułowany Wonder: The Experience, podczas którego wykonał sesję pytań i odpowiedzi, wykonał piosenki z albumu i opowiedział o kulisach tworzenia płyty. 7 grudnia Mendes udzielił wywiadu u boku Matthew McConaugheya i po raz pierwszy wykonał "Dream" w telewizji podczas swojego występu w The Late Late Show.
20 sierpnia 2021 wydał singiel „Summer of Love”, który nagrał z Tainy. 23 września tego samego roku ogłosił trasę #WonderTheWorldTour, która obejmowała m.in. występ na Tauron Arenie w Krakowie (19 i 20 czerwca 2023). 2 grudnia 2021 wydał singiel „It'll Be Okay", a 13 stycznia 2022 zaprezentował teledysk do tego utworu. 20 marca 2022 podczas występu na SXSW 2022 premierowo zaprezentował słuchaczom utwór „When You're Gone”. 8 lipca wyruszył w trasę koncertową #WonderTheWorldTour, którą odwołał 27 lipca, ponieważ chciał skupić się na swoim zdrowiu psychicznym. W wydanym oświadczeniu zapewnił, że nadal będzie tworzył muzykę i wierzy w swój powrót do koncertowania. 9 czerwca 2023 wypuścił piosenkę „What the Hell Are We Dying for?”. 
31 lipca 2024 zapowiedział premierę swojego piątego solowego albumu, którą w kolejnych tygodniach poprzedził wydaniem singli: „Why Why Why”, „Isn’t That Enough”, „Nobody Knows” i „Heart of Gold”. 14 listopada tego samego roku w kinach wyemitowany został film pt. Shawn Mendes a Live Concert Film, a następnego dnia premierę miał album pt. Shawn. 29 maja 2025 Mendes ogłosił trasę koncertową #OnTheRoadAgain, która obejmuje m.in. koncert w Krakowie (5 sierpnia 2025).

## Życie osobiste
Od lipca 2019 do listopada 2021 spotykał się z piosenkarką Camilą Cabello.

## Dyskografia
- Handwritten (2015)
- Illuminate (2016)
- Shawn Mendes (2018)
- Wonder (2020)
- Shawn (2024)

## Filmografia
| Rok  | Tytuł                          | Rola       | Dopisek                              |
| ---- | ------------------------------ | ---------- | ------------------------------------ |
| 2013 | Piłkarzyki rozrabiają          | Young Jake | rola głosowa                         |
| 2015 | Yo quisiera                    | On sam     | Odcinek „Yo soy la bloguera de moda” |
| 2016 | The 100                        | Macallan   | Odcinek: „Wanheda: Part 1”           |
| 2020 | Shawn Mendes: In Wonder        | On sam     | Film dokumentalny                    |
| 2022 | Wielki zielony krokodyl domowy | Lyle       | rola głosowa                         |

## Trasy koncertowe
- #ShawnsFirstHeadlines (2014–2015)
- Shawn Mendes World Tour (2016–2017)
- Illuminate World Tour (2017)
- Shawn Mendes: The Tour (2019)
- #WonderTheWorldTour (2022)
- On The Road Again (2025)